# Immunocontraception
L'immunocontraception est la stimulation artificielle du système immunitaire d'un animal afin de l'empêcher de se reproduire. Les contraceptifs de ce type ne sont actuellement disponibles que pour les mammifères, à l'exclusion des humains. Typiquement, l'immunocontraception implique l'administration d'un vaccin qui induit une réponse immunitaire adaptative qui rend un animal temporairement infertile. Les vaccins contraceptifs ont été utilisés dans de nombreux contextes pour le contrôle des populations d'animaux sauvages. Cependant, les experts dans le domaine pensent que des innovations majeures sont nécessaires avant que l'immunocontraception puisse devenir une forme pratique de contraception pour les êtres humains. La recherche vaccinale contraceptive chez l'humain existe et fait l'objet de rapport à l'OMS.

## Vaccins pour l'animal de type mammifère
Jusqu'à présent, l'immunocontraception s'est concentrée sur les mammifères exclusivement. Il existe plusieurs cibles dans la reproduction sexuée des mammifères pour l'inhibition immunitaire. Ils peuvent être organisés en trois catégories.

### Production de gamètes
Les organismes qui subissent une reproduction sexuée doivent d'abord produire des gamètes, cellules qui ont la moitié du nombre typique de chromosomes de l'espèce. Souvent, l'immunité qui empêche la production de gamètes inhibe également les caractères sexuels secondaires et a donc des effets similaires à la castration,.